# Sorubimichthys planiceps
Sorubimichthys planiceps es una especie de pez de la familia Pimelodidae en el orden de los Siluriformes.

## Morfología
• Los machos pueden llegar alcanzar los 150 cm de longitud total.

## Alimentación
Come necton.

## Hábitat
Es un pez de agua dulce y de clima tropical.

## Distribución geográfica
Se encuentran en Sudamérica: cuencas de los ríos Orinoco y  Amazonas.

## Costumbres
Es principalmente nocturno.